# Bule (woreda)
Pour les articles homonymes, voir Bule.
Bule est un woreda du sud de l’Éthiopie situé dans la zone Gedeo. Ce district porte le nom de son centre administratif. Il a 105 192 habitants en 2007 et fait partie de la région des nations, nationalités et peuples du Sud jusqu'au transfert de la zone Gedeo dans la région Éthiopie du Sud en août 2023.
Situé à l'extrémité nord-est de la zone Gedeo, le district est limitrophe des régions Oromia et Sidama,.
Son centre administratif se trouve vers 2 800 m d'altitude environ 25 km au sud-est de Dila,.
| Dila Zuria | Dara  | Bore  |
| Wenago     | Bule  | Dima  |
| Yirgachefe | Gedeb | Uraga |

Le recensement national de 2007 fait état de 105 192 habitants dans le district dont 5 % de citadins qui sont les 5 505 habitants du centre administratif.
Plus de 71 % des habitants sont protestants, 15 % sont de religions traditionnelles africaines, 7 % sont orthodoxes, 1 % sont musulmans et 1 % sont catholiques.
En 2022, la population est estimée sur le même périmètre à 144 474 personnes avec une densité de population de 529 personnes par km2 et 273 km2 de superficie.